# 费里尔Ⅱ型重排反应
费里尔Ⅱ型重排反应（Ferrier Ⅱ reaction），又称费里尔成碳环反应（Ferrier carbocyclization），1979年首先由糖化学家罗伯特·费里尔（Robert J. Ferrier）报道。 它是金属介导的吡喃烯醇醚到环己酮衍生物的重排反应，一般是以汞盐如氯化汞或三氟乙酸汞催化。烯碳上带有取代基，如连有-OAc基时，反应也可发生。
反应综述：

## 反应机理
费里尔提出如下机理：
上述机理中，首先末烯发生羟汞化生成半缩酮中间体(2)，然后它发生分子内断裂反应，消除甲醇，生成二羰基化合物(3)， 最后(3)再发生分子内亲核进攻，成环，得到最终产物(5)。
反应的一个缺点为异头碳的立体构型在反应后没有得到保留，产物为α-和β-异头物的混合物。
费里尔还发现产物(5)与乙酸酐和吡啶作用时，可转化为环状不饱和酮(6)，见图： 

## 改进法
1997年，Sinaÿ等报道了一种不涉及异头碳上糖苷键断裂的反应改进法。 反应后主要得到异头碳构型保持产物。 
Sinaÿ提出反应经过如下过渡态：
他还发现钛(Ⅳ)化合物（如[TiCl3(OiPr)]）可用于替代上述反应中的路易斯酸三异丁基铝。反应同样经过类似的过渡态，产物中异头碳构型得到保持，而且条件更为温和。
1988年，亞當报道了一种用钯(Ⅱ)盐催化的环境友好型改进法。

## 应用
此反应广泛用于含碳环的天然产物合成中。一些例子有：
- 对映纯myo-肌醇衍生物的合成（Bender等，1991）[8]；
- 氨基环多醇的合成（Barton等，1989）[9]；
- 利用费里尔重排反应制得含有环己烯酮结构的 FR65814 合成前体（Amano等，1998）[10]。